# Policía Militar (Brasil)
La Policía Militar es una fuerza de seguridad de Brasil cuya función principal es servir de policía ostensiva y preservar el orden público en los estados federados y el Distrito Federal. Se subordinan a los gobernadores y, para fines de organización, son auxiliares y reserva del Ejército Brasileño. Sus integrantes son denominados militares de los Estados, así como los integrantes de los Cuerpos de Bomberos Militares.
Cada estado tiene su propia Policía Militar, con diferentes estructuras, reglamentos y uniformes. Estos cuerpos armados no pertenecen a las policías de las Fuerzas Armadas brasileñas, las cuales tienen otras denominaciones en lengua portuguesa a saber:
Companhia de Polícia do CFN (SP) - en la Marina de Brasil;
Polícia do Exército (PE) - en el Ejército Brasileño;
Polícia da Aeronáutica (PA) - en la Fuerza Aérea Brasileña.

## Orígenes
Hasta el inicio del siglo XIX no existían instituciones policiales militarizadas en Portugal (el Brasil aún era solo una colonia), y la Corona Portuguesa hacía uso de unidades del ejército cuando era necesario. La primera corporación con esas características fue la Guardia Real de Polícia de Lisboa (en portugués: Guarda Real de Policía de Lisboa), creada por el Príncipe Regente D. Juan VI en 1801; tomándose por modelo la Gendarmería Nacional (en francés: Gendarmerie Nationale) de Francia, instituida en 1791. 
El concepto de una gendarmería nacional surgió después de la Revolución francesa, a consecuencia de la Declaración de los Derechos del Hombre y del Ciudadano, en la cual se prescribía que la seguridad era uno de los derechos naturales e imprescindibles, contraponiéndose a la concepción vigente, de una fuerza de seguridad vuelta únicamente a los intereses del Estado y de los gobernantes. 
Con la venida de la Familia Real al Brasil, la Guardia Real de Policía permaneció en Portugal, por lo que se creó otra equivalente en Río de Janeiro, con la denominación de División Militar de la Guardia Real de Policía de Río de Janeiro (en portugués: Divisão Militar da Guarda Real de Polícia do Rio de Janeiro), el 13 de mayo de 1809. 
La legislación imperial registra la creación de otros Cuerpos Policiales en las provincias. En 1811 en la provincia de Minas Gerais; en 1818, en el Pará, en 1820, en el Maranhão y en 1825 en la Bahía y en Pernambuco. 
El “Cuerpo” de Minas Gerais no era un cuerpo de tropas (unidad militar), sino solo un pequeño agrupamiento con veinte policías, posiblemente no militarizados. Los Cuerpos de Policía de Pará y de Maranhão pertenecían a una región con administración independiente; no hay mayor información sobre sus estructuras. Los Cuerpos Policiales de Bahía y de Pernambuco eran realmente tropas militares, pues consta en el documento de creación que deberían estar constituidos por estados mayores, compañías de infantería y de caballería, y que sus uniformes serían semejantes a los usados por el Cuerpo de Policía de la Corte.
Con la abdicación de D. Pedro I en abril de 1831, la Regencia realizó una grande reformulación en las fuerzas armadas brasileñas.

Las tropas de Ordenanzas y de Milicias fueron desmovilizadas, y sustituidas por una Guardia Nacional.

A Guardia Real de la Policía del Río de Janeiro fue también desmovilizada, y en su lugar fue autorizado la formación de un Cuerpo de Guardias Municipales Voluntarios (en portugués: Corpo de Guardas Municipais Voluntários); siendo igualmente permitido a las provincias crearen corporaciones asemejadas, si necesario. 
Todo eso debido al temor de motines armados y la subversión de los poderes constituidos. Incluso el ejército estuvo bajo amenaza de desmovilización, pues se creía que instituciones de defensa formadas por ciudadanos comunes serían más eficientes que tropas profesionales.

## Fuerzas Policiales de las Provincias
Con la muerte de D. Pedro I en 1834, se alejó en definitivo el temor de un posible retorno del antiguo monarca, y el temido realineamiento con Portugal. Ocurriendo entonces un distanciamiento del extremismo del Partido Liberal, y transformándose en una reforma constitucional; en la cual ocurrió una relativa descentralización político-administrativa, siendo instituidos Cuerpos Legislativos en las provincias. 
Con ese novo direccionamiento político, el Poder Legislativo es que pasó a fijar, anualmente, y sobre información del Presidente de la Provincia, las fuerzas policiales respectivas.
Las Guardias Municipales fueron lentamente desactivadas (algunas permanecieron hasta la Guerra de Paraguay) y transformadas en Cuerpos Policiales (en portugués: Corpos Policiais) de las Provincias. El cambio no fue solo un cambio de denominación, pero de hecho una completa reestructuración del aparato policial existente.
| Guardia Municipal | Cuerpo Policial |
| --- | --- |
| Subordinado al juez de paz, y esto al Ministro de Justicia.                                                                  | Subordinado al Presidente de la provincia, e indirectamente al Ministerio de Guerra.                                                   |
| Jurisdicción restricta a los distritos de paz.                                                                               | Jurisdicción sobre toda la Provincia.                                                                                                  |
| Prohibida de reunirse, bajo pena de ser punida por reunión ilícita (conspiración).                                           | Tropa encuartelada. |
| Formación paramilitar. | Formación militar modelada en el ejército.                                                                                             |
| Efectivo dado de alta, principalmente por las parroquias del municipio.                                                      | Efectivo reclutado voluntariamente, o forzado, en los momentos de crisis.                                                              |
| El guardia municipal poseía otra ocupación principal, y no debería recibir tareas que lo distanciara mucho de su residencia. | La ocupación era profesional, y el efectivo podía ser destacado, temporalmente o en definitivo, para cualquier región de la Provincia. |
| El guardia solamente recibía pago cuando movilizado por más de tres días consecutivos de servicio.                           | El efectivo era asalariado a la expensas de la Provincia.                                                                              |

Por la formación y estructura, estes cuerpos policiales son los que más se aproximan de las actuales policías militares; legítimos antecesores con las cuales poseen conexión directa.
Durante y después de la Guerra de Paraguay, los cuerpos policiales por muy poco no sufrieron completa desmovilización, inicialmente por falta de efectivos, y posteriormente por la carencia de recursos financieros. Sin embargo, fue justamente la guerra que les dio una relativa homogeneidad nacional, fortaleció el espíritu de cuerpo, y estableció los fuertes vínculos con el ejército que duran hasta los días de hoy.

## República
Con la proclamación de la República en 1889, fue añadida la designación Militar a los Cuerpos Policiales, los cuales pasaron a denominarse Cuerpos Militares de Policía (en portugués: Corpos Militares de Polícia). 

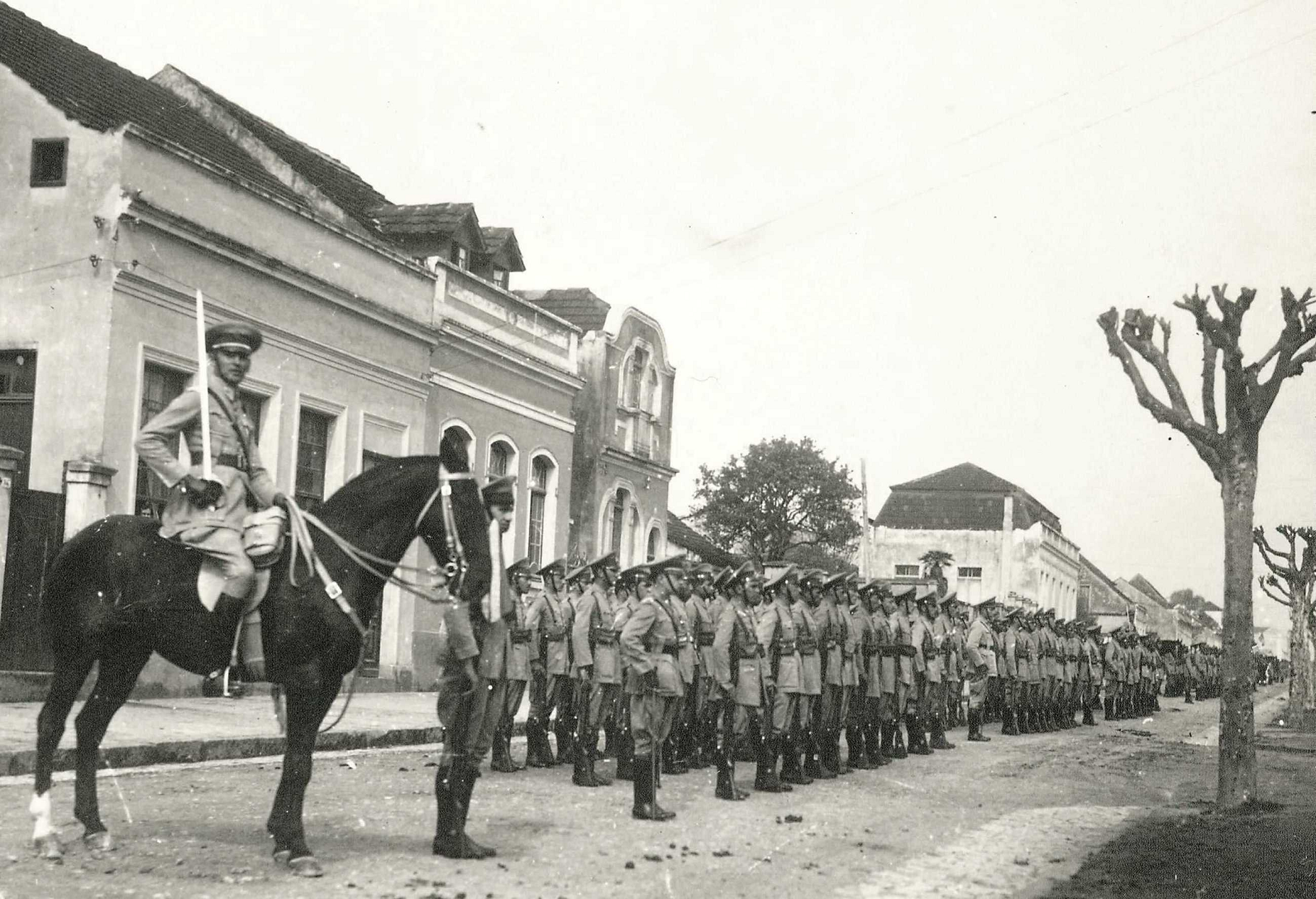
Batallón de infantería de la
Policía Militar del Paraná - 1938.

En 1891 fue promulgada la Constitución Republicana, que inspirada en la federalista estadounidense, pasó a dar gran autonomía a los Estados (denominación dada a la antiguas Provincias del Imperio). 
Por la nueva constitución los Cuerpos Militares de Policía deberían subordinarse a los Estados, administrados de forma autónoma e independiente; los cuales pasaron entonces a recibir diversificadas designaciones regionales (Batallón de Policía, Regimiento de Seguridad, Brigada Militar, etc.). 
Los Estados más ricos invirtieron en sus corporaciones, transformándolas progresivamente en pequeños ejércitos regionales, con el objetivo de impresionar los adversarios, y también de alejar la posibilidad de intervenciones federales en el Estado. En ese momento, azuzadas por las divergencias de la política, las policías militares se alejaron entre sí, cada una estableciendo sus propias particularidades. 
En 1915, las dificultades presentadas en el Conflicto del Contestado (1913) y la eclosión de la Primera Guerra Mundial (1914), despertaron en el ejército la urgente necesidad de una reformulación en las fuerzas armadas brasileñas. Ese año la legislación federal pasó a permitir que las fuerzas militarizadas de los Estados pudieran ser incorporadas al Ejército Brasileño, en caso de movilización nacional.
En 1917 la Brigada de Policía (en portugués: Brigada Policial) y el Cuerpo de Bomberos de la Capital Federal se hicieron oficialmente reservistas del Ejército; condición que a continuación fue extendida a los Estados. La aceptación de ese acuerdo redimía el efectivo de la Fuerza Estadual del servicio militar obligatorio, implantado en 1916. Sin embargo, la negación implicaba el no reconocimiento de las graduaciones militares por el gobierno federal, pudiendo los oficiales y sargentos ser convocados sólo como simples soldados. 
A partir de ese momento ocurrió una reaproximación de las corporaciones, pasando a existir una progresiva estandarización de uniformes, armas y equipamientos. Después de las revoluciones de 1930 y de 1932 las corporaciones prácticamente se fundieron en un mismo modelo.

## Posguerra

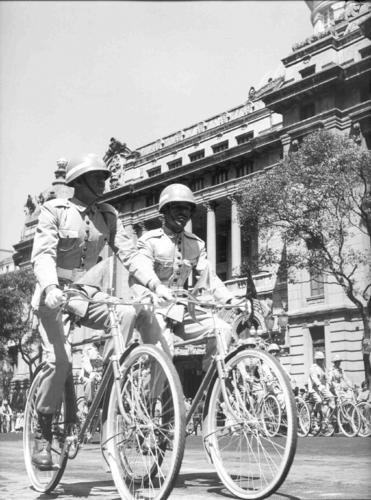
Patrulla con bicicleta (1950), Policía Militar del Río de Janeiro.

Con la caída del gobierno dictatorial de Getúlio Vargas, las policías militares retornaron al completo control de los Estados. La designación como Policía Militar ya era usada de forma extraoficial desde el inicio de la República. La designación se oficializó después de la Segunda Guerra Mundial, debido a la divulgación y prestigio del término al final del conflicto. 
A partir de esa época fue dado una nueva dirección en el empleo de las policías militares, siendo diversificadas sus actividades y creados nuevos servicios especializados; progresivamente, desarrollando la configuración que poseen actualmente. Hasta entonces ellas tuteaban como auténticas gendarmerías, ejerciendo principalmente la seguridad de edificios públicos, y suministrando destacamentos policiales al interior del Estado. En las grandes ciudades, el clásico servicio de policía como es conocido actualmente, era realizado por las Guardias Civiles, instituciones uniformizadas de las Policías Civiles de los Estados. Esa superposición no agradó a todos, y la ciudad de São Paulo, por ejemplo, tuvo que ser dividida entre la Guardia Civil y la Fuerza Pública (antigua designación de la PMSP). 
Nuevas modificaciones fueron insertadas con institución del Gobierno Militar de 1964. En 1967 fue creada la Inspectoría General de las Policías Militares (IGPM) subordinada al Ejército. El servicio de policía uniformizado pasó a ser considerado exclusivo de las policías militares, y fueron desmovilizadas las Guardias Civiles y otras organizaciones similares. 
En la década de 1970 ocurrió una fuerte resistencia al Gobierno Militar, y la mayoría de las policías militares sufrieron intervenciones; siendo nombrados oficiales del ejército para comandarlas. En esa época nuevamente ocurrió una estandarización, donde fue reglamentada una clasificación jerárquica única, y hasta se intentó establecer un uniforme estandarizado para todo país.

## Actualidad
Con el fin del Gobierno Militar en la década de 1980, las policías militares se volvieron para el objetivo de rescatar sus propias identidades, fuertemente marcadas por la imagen de la represión de los dos largos periodos de regímenes dictatoriales (de 1930 a 1945, y de 1964 a 1988). Se pasó a invertir en una reaproximación con la sociedad; intentándose recupere antiguas modalidades de servicio de policía, y desarrollar otras nuevas. 

### Principales modalidades de servicios
Aéreo: salvamentos, patrulla, y transporte de emergencia;
Ambiental: prevención y represión a crímenes ambientales;
Con perros: combate al narcotráfico, control de disturbios, y rescate de personas perdidas, etc.;
De antimotines: restablecimiento de la orden social;
De guardia: seguridad a presidios, consulados, edificios públicos, etc.;
De tráfico: control del tráfico urbano;
Escolar: seguridad a la escuelas;
De escolta: protección especial a personas o bienes;
Ferroviario: seguridad en trenes y estaciones ferroviarias;
Fluvial, lacustre y marítimo: patrulla con embarcaciones;
Montado: patrulla de parques, regiones de acceso restricto, control de disturbios civiles, etc.;
Motorizado: patrulla con vehículos automóviles y motocicletas;
Ostensivo a pie: patrulla básica;
De carretera: control del tráfico en carreteras;
De turismo: seguridad y apoyo a turistas;
Operaciones especiales: rescate de rehenes, detención de delincuentes peligrosos, etc.

### Nomenclatura
Las policías militares son conocidas por las iniciales PM, seguido de la abreviatura del Estado. Salvo en el Estado de Rio Grande do Sul, donde la unidad es conocida bajo la nomenclatura de Brigada Militar.
- 01 . PMAC - Acre
- 02 . PMAL - Alagoas
- 03 . PMAP - Amapá
- 04 . PMAM - Amazonas
- 05 . PMBA - Bahía
- 06 . PMCE - Ceará
- 07 . PMDF - Distrito Federal ( Brasília - Capital )
- 08 . PMES - Espírito Santo
- 09 . PMGO - Goiás
- 10 . PMMA - Maranhão
- 11 . PMMT - Mato Grosso
- 12 . PMMS - Mato Grosso do Sul
- 13 . PMMG - Minas Gerais
- 14 . PMPA - Pará
- 15 . PMPB - Paraíba
- 16 . PMPR - Paraná
- 17 . PMPE - Pernambuco
- 18 . PMPI - Piauí
- 19 . PMRJ - Río de Janeiro
- 20 . PMRN - Rio Grande do Norte
- 21 . BMRS - Rio Grande do Sul
- 22 . PMRO - Rondônia
- 23 . PMRR - Roraima
- 24 . PMSC - Santa Catarina
- 25 . PMSP - São Paulo
- 26 . PMSE - Sergipe
- 27 . PMTO - Tocantins

### Uniformes

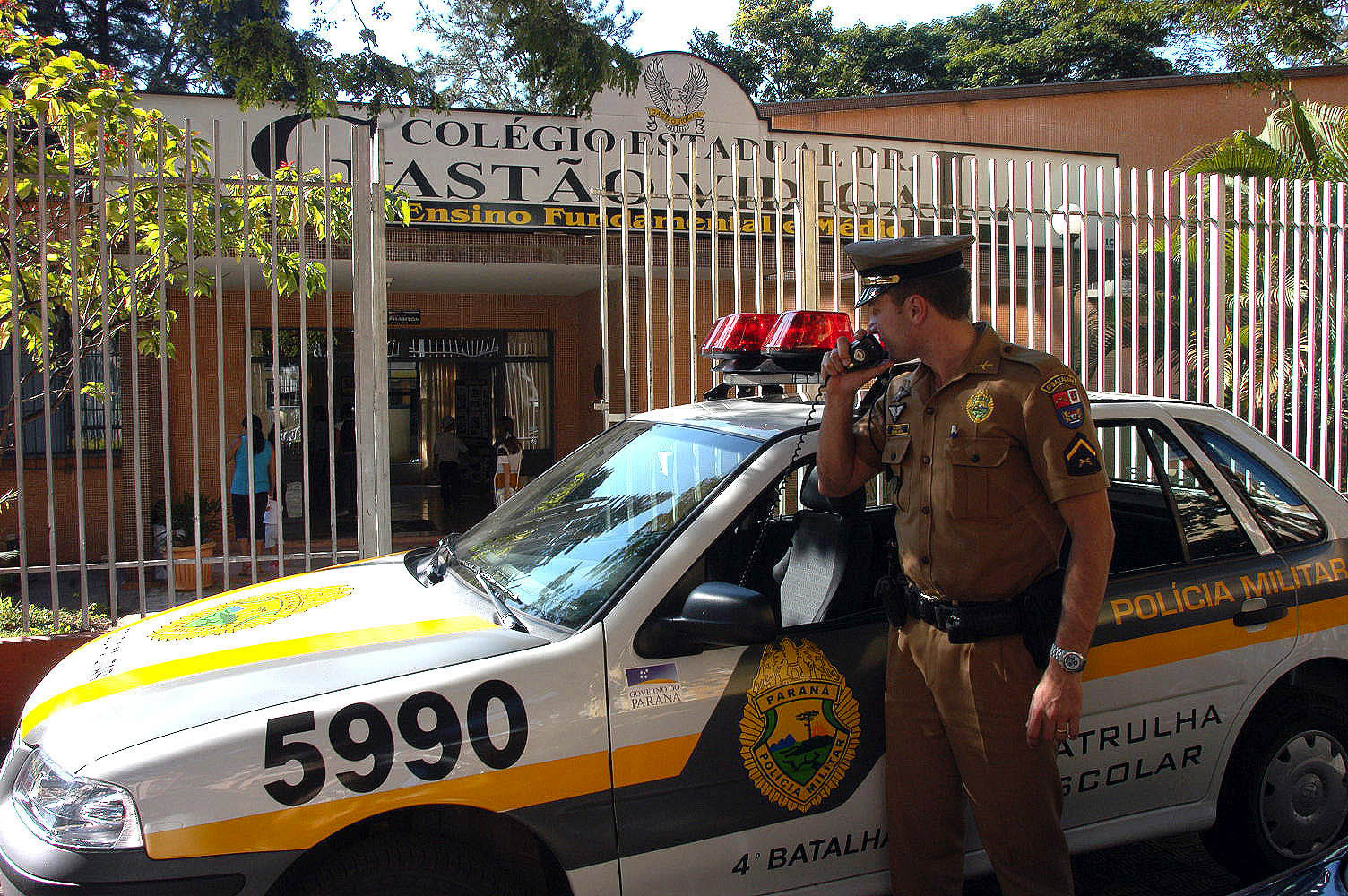
Patrulla de escuelas de la PMPR - 2008.

Las fuerzas armadas brasileñas heredaran las tradiciones militares portuguesas, y durante el período del Imperio y parte de la República, con pocas excepciones, se han utilizado uniformes de color azul (azul ferrete). En 1903, el ejército brasileño ha optado por el uniforme caqui, y luego copiado por varias policías militares. En 1934, el Ministerio de Guerra ha determinado, obligatoriamente, el caqui a todas las fuerzas de reserva. Después de la Segunda Guerra Mundial, las policías militares tienen autonomía para adoptar su propio uniforme, pero la mayoría se quedó con el caqui.

Durante el régimen militar, en 1976, el ejército sugirió que las policías militares deberían adoptar el color azul (el color del uniforme de la Policía Militar del Distrito Federal - PMDF). Así, algunas unidades han cambiado sus uniformes, otras no.

Actualmente, el caqui, con variaciones para el beige, y el azul, con variaciones de gris a azul oscuro, son las colores de los uniformes de la policía militar brasileña.
- Policías militares con uniformes caqui:

BMRS, PMAC, PMAL, PMBA, PMCE, PMGO, PMMG, PMPB, PMPR, PMPE, PMPI, PMSC, y PMTO.
- Policías militares con uniformes azules:

PMAP, PMAM, PMDF, PMES, PMMA, PMMS, PMMT, PMPA, PMRJ, PMRN, PMRO, PMRR, PMSE, y PMSP.
Observación: Esto se aplica solo a los uniformes de campaña.

### Rangos
Las policías militares tienen la misma clasificación jerárquica del Ejército Brasileño, con diferentes tipos de rangos.

| Coronel | Teniente Coronel | Mayor | Capitán | Teniente 1° | Teniente 2° | Aspirante a Oficial | Subteniente |
| ------- | ---------------- | ----- | ------- | ----------- | ----------- | ------------------- | ----------- |
|         |                  |       |         |             |             |                     |             |

| Sargento 1º | Sargento 2º | Sargento 3º | Cabo | Soldado de Primera |
| ----------- | ----------- | ----------- | ---- | ------------------ |
|             |             |             |      |                    |

## Fuerza Nacional de Seguridad Pública
En situaciones de grave perturbación del orden público, que supera la capacidad de los Estados, los gobernadores pueden solicitar la asistencia del gobierno federal. Para trabajar en situaciones tales, el Ministerio de Justicia cuenta con una unidad militar llamada Fuerza Nacional de Seguridad Pública (Força Nacional de Segurança Pública - FNSP). 
La FNSP está compuesta por personal de policía especialmente capacitado por las policías militares de diversos Estados, en coordinación entre los Secretarios de Seguridad Pública de los Estados y el Ministerio de Justicia.

## Inspectoria General de las Policías Militares
La Inspectoria General de las Policías Militares (en portugués: Inspetoria Geral das Policías Militares - IGPM) es un órgano de mando del Ejército Brasileño, responsable de la coordinación y supervisión de las policías y los bomberos militares de los Estados.

Su misión es: 
- El establecimiento de principios, directrices y normas para la aplicación eficaz de control y coordinación de las policías militares bajo el mando del ejército, a través de sus comandos militares regionales, regiones, y otros mandos militares más importantes;
- El control de la organización, legislación, efectivo y equipamiento de las policías militares, tales como:

Armas, municiones, equipos de comunicaciones, productos químicos, equipamientos individuales y colectivos, vehículos, aeronaves y embarcaciones;
- Estudios en colaboración con la justicia y las garantías de las policías militares, y el establecimiento de la movilización militar;
- Coordinar y supervisar el cumplimiento de la legislación federal y estadual;
- Llevar a cabo inspecciones regulares.

## Mala conducta y controversias
Entre 2010 y 2013 se denunciaron una serie de casos de abuso sexual a niños, niñas y adolescentes en escuelas de la Policía Militar. El padre de un estudiante que fue abusado en el Colegio Tiradentes de Montes Claros dijo que entre un profesor de Educación Física, "un subdirector de la institución conocido con el nombre de Cássio también sedujo a varios estudiantes de la escuela, pero ya fue excluido del escuela. También hay información de que un sargento del PM, que trabajaba en la escuela, utilizó su poder policial para seducir a los adolescentes (...) posiblemente exista una red de pedofilia en la institución militar, donde varios empleados fingieron que no pasaba nada inusual. " En la misma red escolar, pero en SantoÂngelo, en Rio Grande do Sul, el padre de una estudiante de 15 años dijo que "ella estaba siendo acosada dentro del Colégio Tiradentes por un sargento (...) el abuso ocurrió al menos en "En cinco ocasiones. Los hechos de violencia ocurrieron dentro y fuera de la institución." Un soldado de la PM denunció que su hijo de 12 años, estudiante del Colégio Militar de São Paulo, fue abusado sexualmente por un inspector escolar que no estaba registrado en la Policía Militar. El padre del estudiante cuestionó: "Hay 10 mil estudiantes en las escuelas de PM. ¿Quién puede garantizar que este es un caso aislado, que nunca sucedió? Al niño le da vergüenza denunciarlo". En 2019, varios profesores de escuelas militares de Manaos fueron despedidos tras presentar denuncias formales ante la Seduc.

### Asesinato de Gabriel Marques Cavalheiro
El 12 de agosto de 2022, la “Brigada Militar” se acercó y detuvo a Gabriel Marques Cavalheiro, de 18 años. Gabriel desapareció y fue encontrado muerto el 19 de agosto de 2022. Los testigos dijeron que Gabriel recibió tres golpes en la cabeza con una porra.y todo quedó registrado por la residente en su teléfono celular.La autopsia indicó que Gabriel murió a causa de una lesión en el cuello que le provocó una hemorragia interna, lo que provocó su muerte.
Los militares Raúl Veras Pedroso y Cléber Renato Ramos de Lima y el sargento segundo Arleu Júnior Cardoso fueron detenidos el 19 de agosto y se encuentran a la espera de juicio en la Prisión de la Policía Militar de Porto Alegre.
A principios de septiembre, los tres acusados intentaron culpar del crimen a un expreso, Elton Luis Rossato Gabi, quien admitió el crimen y fue detenido. Sin embargo, luego cambió su versión al prestar declaración en presencia de un defensor público. Según Gabi, agentes de policía invadieron su casa y lo obligaron, utilizando la violencia, a admitir el crimen. El delegado responsable del caso dijo que la versión contada por el exconvicto sobre cómo mató a Gabriel nunca tuvo sentido.
El 20 de julio de 2023, los tres imputados fueron absueltos del crimen por el Tribunal Militar de Porto Alegre. Cleber de Lima, sin embargo, fue condenado a un año de prisión por falsedad ideológica. Los tres, sin embargo, permanecieron en prisión porque estaban a la espera de juicio en los tribunales comunes. El abogado de la familia se pronunció tras la sentencia resultante del juicio ante el Tribunal Militar.